# Thomas Sonntag
Thomas Sonntag (* 30. April 1996) ist ein deutscher Fußballspieler. Der Stürmer steht beim Landesligisten FC Germania Bleckenstedt unter Vertrag.

## Karriere
Sonntag begann seine Karriere beim Lugauer SC und spielte danach beim FSV Hohndorf, bevor er 2007 in die Jugendabteilung des FC Erzgebirge Aue wechselte. Am 15. März 2015 debütierte er für dessen erste Mannschaft bei der 0:3-Niederlage beim VfR Aalen in der 2. Bundesliga, nachdem er zur zweiten Halbzeit für Selçuk Alibaz eingewechselt wurde.
Zur Saison 2015/16 wechselte Sonntag zur zweiten Mannschaft des FC Rot-Weiß Erfurt, die in der Oberliga Nordost spielt. Am 4. Oktober 2015 erzielte er bei der 1:3-Heimniederlage gegen Energie Cottbus II mit dem Treffer zum 1:1 in der 74. Minute sein erstes Tor.
Nachdem sein Vertrag in Erfurt nicht verlängert worden war, schloss sich Sonntag zur Saison 2016/17 dem Regionalligisten VfV 06 Hildesheim an. In der Spielzeit 2018/19 spielte er beim Bischofswerdaer FV 08 in der Regionalliga Nordost. Anschließend kehrte er zum VfV 06 Hildesheim zurück. Zur Saison 2023/2024 wechselte er in die Landesliga zum FC Germania Bleckenstedt.